# Mads Mensah Larsen
Mads Mensah Larsen (Holbæk, 12 de agosto de 1991) é um handebolista profissional dinamarquês, campeão olímpico.

## Carreira
Mensah Larsen fez parte do elenco medalha de ouro nos Jogos Olímpicos Rio 2016. Ele é de origem ganesa.